# Телче
Телче (словен. Telče) — поселення в общині Севниця, Споднєпосавський регіон, Словенія. Висота над рівнем моря: 488,9 м.